# ディエゴ・コロン
ディエゴ・コロン・イ・モニス・ペレストレーリョ（スペイン語: Diego Colón y Moniz Perestrello, ポルトガル語: Diogo Colombo,  1474年, 1479/1480年? - 1526年）は、第2代インディアス提督、第2代インディアス副王、第3代インディアス総督。クリストーバル・コロン（クリストファー・コロンブス）と妻フィリーパ・モニス・ペレストレーロ（Filipa Moniz Perestrelo）の長子であり、1479/1480年にポルトガルのポルト・サント島で生まれたとも、1474年にポルトガルのリスボンで生まれたともいわれている。1526年2月23日ないし2月26日に、スペインのラ・プエブラ・デ・モンタルバン（La Puebla de Montalbán）で死去した。
ディエゴ・コロンは成人後の人生のほとんどを、父が探検の恩賞として与えられ1500年に剥奪された、様々な称号や特権の回復をするために費やした。アラゴン国王フェルナンド2世の従兄弟である第2代アルバ公爵ファドリケ・アルバレス・デ・トレド（Fadrique Álvarez de Toledo y Enríquez）の姪、マリア・デ・トレド・イ・ロハス（María de Toledo y Rojas）との結婚は、ディエゴがこの目的を追求する上で大いに役立つことになった。

## 生涯
ディエゴ・コロンは、父が最初の航海に出た1492年に、スペイン宮廷の小姓（ペイジ）となった。ディエゴは、母を早く亡くしたが、父コロンブスの後添えとなった愛妾ベアトリス・エンリケス・デ・アラーナ（Beatriz Enriquez de Arana）とは諍いのない関係を保った。ベアトリスが生んだ異母弟にエルナンド（Hernando Colón）がいた。

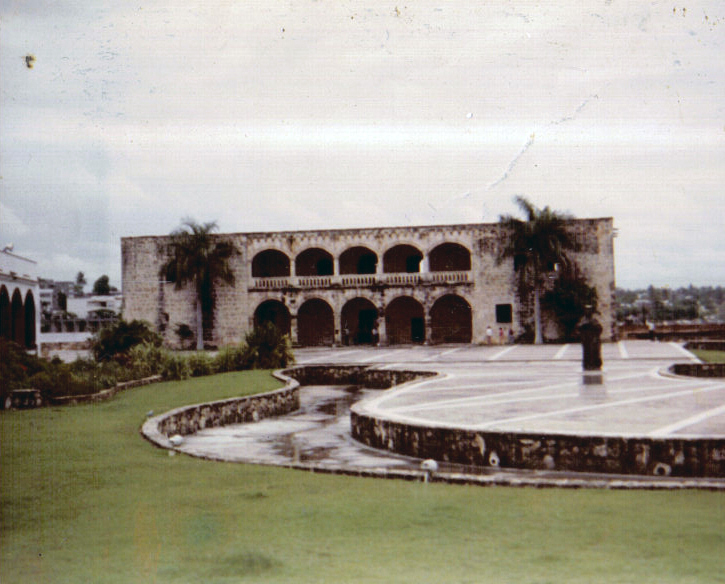
ディエゴ・コロンの邸宅、エル・アルカサル・デ・コロン

1509年、ディエゴ・コロンは、かつて父がその地位にあったインディアス総督に任じられた。ディエゴは、現在ドミニカ共和国の首都となっているサントドミンゴに、今も残る邸宅「エル・アルカサル・デ・コロン」を建てた。ディエゴは、1511年5月にインディアス副王となり、1518年までその地位にとどまった。総督、副王として統治にあたった期間、イスパニョーラ島を拠点に、キューバ、ジャマイカ、プエルトリコなど他の島々への軍事遠征を積極的に展開した。その後もディエゴは、自らの権力を脅かそうとするものと闘い、回復されないままとなっていた父の様々な特権や称号の回復を求めて闘い続けた。1515年と1523年には国王に自らの主張を訴えたが、要求を実現することはできなかった。
ディエゴの死後、1536年に妥協が成立し、ディエゴの息子ルイス・コロン・デ・トレドがインディアス提督に任じられ、他のすべての権利の要求を放棄する代わりに、年1万ダカットの永代収入、ジャマイカ島（ハマイカ）の領主としての支配権、当時ベラグアと呼ばれていたパナマ地峡における25リーグ（およそ100キロメートル）四方の領地とベラグア公爵の称号、ハマイカ侯爵の称号、ラ・ベガ公爵の称号を獲得した。
ルイスの死後、新世界における地代徴収権、役職、称号の継承は、ルイスの子孫たちの間で紛糾することになった。

## 結婚と子女
ディエゴ・コロンの妻マリア・デ・トレド・イ・ロハス（1490年頃 - 1549年5月11日）は、1506年にスペインで死去しセビリアに納められていた義父コロンブスの遺骸を、ディエゴ死去後の1542年にサントドミンゴに移送して改葬した。マリアの父フェルナンド・アルバレス・デ・トレド（Fernando Alvarez de Toledo）は、初代ビリョリア（Villoria）卿で、その父（マリアの祖父）は初代アルバ公爵ガルシア・アルバレス・デ・トレド（García Álvarez de Toledo）、母（マリアの祖母）はガルシアの最初の妻マリア・デ・ロハス（María de Rojas）であった。ディエゴとマリアの間には、以下の子どもたちが生まれた。
- マリア・コロン・デ・トレド（María Colón de Toledo, 1510年頃 -  ?） - 初代グアダレスト侯爵サンチョ・フォルチ・デ・カルドナ（Sancho Folch de Cardona）に嫁ぐ。
- ルイス・コロン・デ・トレド（Luis Colón de Toledo） - 最初に封じられたベラグア公爵[3]。
- クリストバル・コロン・デ・トレド（Cristóbal Colón de Toledo, 1510年頃 -  1571年） - はじめはマリア・レオノール・レルマ・デ・スアソ（María Leonor Lerma de Zuazo）と結婚したが子ができず、次いでアナ・デ・プラビア（Ana de Pravia）と結婚して子をもうけ、さらにマリア・マガダレーナ・デ・グスマン・イ・アナヤ（María Magadalena de Guzmán y Anaya）と結婚し、子をもうけた。
  - ディエゴ・コロン・デ・トレド（Diego Colón de Toledo） - 第4代インディアス提督。
  - フランシスカ・コロン・デ・トレド・イ・プラビア（Francisca Colón de Toledo y Pravia, 1550年頃 - 1616年4月） - バリャドリッド県メディナ・デル・カンポ生まれのディエゴ・デ・オルテゴン（Diego de Ortegón, 1550年頃 - ?）に嫁ぎ、子供たちをもうけた。子孫は後に、ディエゴ・コロンの地代徴収権、役職、称号を継承し、同じくディエゴ・コロンの子孫にあたる他の血統と婚姻関係を結ぶこともあった。当代のベラグア公爵である海軍大将クリストーバル・コロン・デ・カルバハル・イ・ゴロサベル（Cristóbal Colón de Carvajal y Gorosábel）、その妹で歴史家であるアヌンシアーダ・コロン・デ・カルバハル（Anunciada Colón de Carvajal）[4]、休業期間をはさんで復帰した女優ピラール・ロペス・デ・アジャラは、いずれもフランシスカの子孫である。
  - マリア・コロン・デ・トレド・イ・グスマン（María Colón de Toledo y Guzmán, 1550年頃 -  ?） - ルイス・デ・アビラ（Luis de Avila）に嫁ぎ、息子クリストーバルを生んだ。
    - クリストーバル・デ・アビラ・イ・コロン（Cristóbal de Avila y Colón, 1579年 -  ?） - 結婚せず、子孫を残さなかった。
- フアナ・コロン・デ・トレド（Juana Colón de Toledo, ? - 1592年頃） - 従兄弟にあたるルイス・デ・ラ・クエバ・イ・トレド（Luis de La Cueva y Toledo）と結婚し、ひとり娘マリア・コロン・デ・ラ・クエバ（María Colón de la Cueva, 1548年頃 - 1600年頃）をもうけた。マリアはベラグア公爵位を要求したが果たせず、ヌエバ・エスパーニャ（現在のメキシコ）で没した[5]。
- イサベル・コロン・デ・トレド（Isabel Colón de Toledo, 1515年頃 - ?） - 初代ヘルベス伯爵（Condado de Gelves）ドン・ホルヘ・アルベルト・デ・ポルトガル・イ・メロ（Dom Jorge Alberto de Portugal y Melo, 1470年 - ?）に2番目の妻として嫁ぐ。ヨルヘの先妻ドナ・ギオマール・デ・アタイーデ（Dona Guiomar de Ataíde）は、子どものないまま死去していた。ヨルヘの父ドム・アルバロ・デ・ブラガンサ（Dom Álvaro de Bragança）は、ポルトガル王国の大臣で、テントゥガル（Tentúgal）、ポボア（Póvoa）、ブアルコス（Buarcos）、カダバル（Cadaval）の領主、母はその妻ドナ・フィリパ・デ・メロ（Dona Filipa de Melo）であった。ホルヘとイサベルの間に生まれた子どもたちは、ディエゴ・コロンの地代徴収権、役職、称号を継承し、後にそれを失った。また、同じくディエゴ・コロンの子孫にあたる他の血統と婚姻関係を結ぶこともあった。